# Change management
Con il termine inglese change management (traducibile approssimativamente in gestione del cambiamento) si intende un approccio strutturato al cambiamento negli individui, nei gruppi, nelle organizzazioni e nelle società che rende possibile (e/o pilota) la transizione da un assetto corrente ad un futuro assetto desiderato.
Il change management, così come viene comunemente inteso, fornisce strumenti e processi per riconoscere e comprendere il cambiamento e gestire l'impatto umano di una transizione, ad esempio dovuto ad innovazione o un cambiamento nella gestione operativa.

## Cambiamento e transizione (terminologia utilizzata)

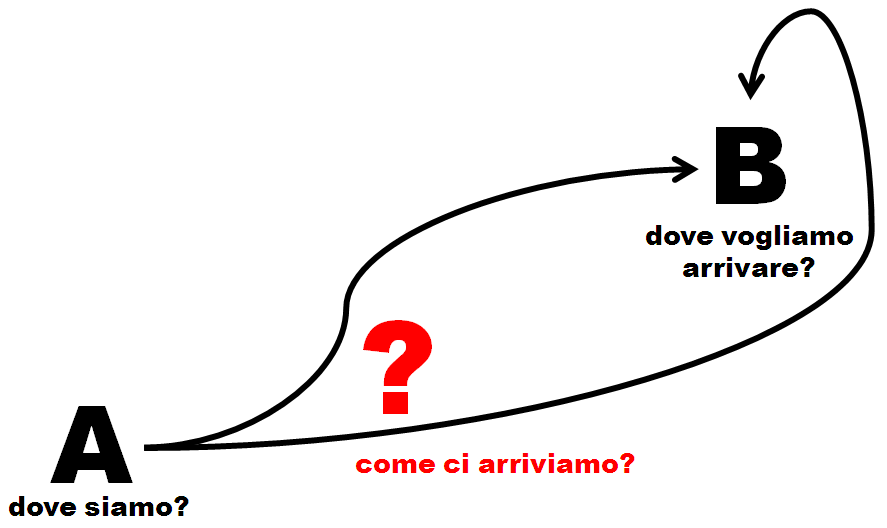
Paradigma del change management

La parola cambiamento è spesso usata in contesti professionali come sinonimo di transizione ma possiede un significato più generico, mentre la parola transizione proviene da un contesto più scientifico. In genetica per esempio la transizione è un tipo di mutazione mentre in fisica indica il passaggio di un sistema da uno stato ad un altro; entrambi questi contesti attribuiscono alla parola transizione un significato più preciso che richiama in modo appropriato la dinamica insita nel concetto di cambiamento sopra citato.
Quando si parla di transizione si è più facilmente consapevoli della sfida connaturata alla necessità e/o alla volontà di trasformare una situazione esistente in una nuova e si è più consapevoli dell'importanza di definire lo stato della situazione corrente [dove siamo?], quello della situazione desiderata [dove vogliamo arrivare?] e il percorso più conveniente [come ci arriviamo?].
Perciò nell'utilizzo che se ne farà in questa pagina il termine transizione esprimerà una connotazione più attiva (che esprime maggiormente il punto di vista di chi la transizione la desidera e/o la guida), mentre il termine cambiamento esprimerà una connotazione più passiva (che esprime maggiormente il punto di vista di chi il cambiamento lo subisce).

## Contesto
La transizione a cui si fa riferimento in questo contesto comprende un largo insieme di fenomeni.
Dal punto di vista individuale la transizione può essere considerata una nuova attitudine da acquisire o un comportamento da cambiare.
Dal punto di vista di un'organizzazione (commerciale, sociale, politica, ecc.), o semplicemente di un gruppo di individui, la transizione può essere rappresentata da un nuovo tipo di tecnologia da acquisire o da un nuovo assetto di processi da porre in atto oppure da un salto culturale da diffondere al proprio interno o all'esterno; in generale un'organizzazione per garantire il raggiungimento dei propri obiettivi ha necessità di governarne al meglio la trasformazione necessaria; tanto più grande e tanto più è profondo il cambiamento, tanto maggiore è lo sforzo e l'attenzione necessaria per governarlo e indirizzarlo verso la meta.
Dal punto di vista di una società o di una struttura sociale la transizione può essere associata a un nuovo progetto politico, l'entrata in vigore di una nuova legge, l'imposizione di un nuovo modello culturale e così via. A differenza però delle organizzazioni, le società (con l'eccezione di qualche regime dittatoriale) non possono disporre dello stesso controllo sulle attività degli individui di cui dispongono (limitatamente al loro orario di lavoro) le organizzazioni, per cui il governo della transizione è un'attività senz'altro più complicata da realizzarsi.
In ogni caso, affinché una trasformazione possa realmente realizzarsi è necessaria una strategia chiara ed una forte partecipazione e motivazione delle persone coinvolte. La cultura e le prassi esistenti di Change Management forniscono un quadro d'insieme e degli strumenti per governare l'impatto della trasformazione sulle persone coinvolte e, viceversa, aiutare gli individui a orientarsi e muoversi all'interno dei cambiamenti del mondo circostante che si trasforma. A questo proposito le ricerche più recenti evidenziano la necessità di una efficace combinazione tra gli strumenti organizzativi di Change Management e i modelli individuali di Change Management.
Le teorie di change management si sono evolute a partire dalla psicologia, dall'area economico-commerciale e dall'ingegneria gestionale. Per questo motivo alcune teorie derivano da modelli di sviluppo organizzativo mentre altre sono basate su modelli di comportamento individuale e sociale. Ragion per cui l'argomento è stato articolato nei tre paragrafi che seguono.

## Il change management dal punto di vista individuale
Dal punto di vista individuale il Change Management descrive l'approccio con cui l'individuo reagisce ai grandi cambiamenti che lo coinvolgono, sia che si tratti di contesti strettamente personali piuttosto che aziendali o sociali. Può essere inteso sia come uno strumento per prevedere e gestire le reazioni degli individui sia, al contrario, per aiutare gli individui a governare e canalizzare le proprie reazioni. Forti sono le connessioni con gli studi di psicologia.

### Modello di Kurt Lewin
Il modello sviluppato da Kurt Lewin, uno dei primi modelli di Change Management che ne ha interpretato il punto di vista individuale, descriveva la transizione come un processo a tre stadi.
Il primo stadio, lo “scongelamento” (“unfreezing”), comporta il superamento dell'inerzia e lo smantellamento della mentalità e delle abitudini esistenti. La naturale resistenza innescata dai meccanismi di difesa deve essere superata.
Il secondo stadio, quello in cui si attua/manifesta il cambiamento, è contraddistinto da uno stato di confusione e di provvisorietà legata alla transizione. Si è consapevoli che il quadro precedente è stato messo in discussione ma non si ha ancora una chiara percezione di come sostituirlo.
Il terzo stadio, il “ricongelamento” ("refreezing"), comporta il consolidamento del nuovo quadro e delle nuove abitudini e la loro cristallizzazione, riportando gli individui ad un livello di confidenza con i processi analogo a quello prima del cambiamento.

### Modello di Kübler-Ross
Alcune teorie sono basate su approcci derivanti dal modello di Elisabeth Kübler Ross spiegato nel libro La morte e il morire. Le fasi (non necessariamente in sequenza temporale) con cui reagisce l'individuo che subisce un lutto importante o gli viene diagnosticata una malattia grave sono tipicamente contrassegnate da: negazione/rifiuto (non è possibile!), rabbia (perché proprio a me?), patteggiamento (salviamo il salvabile), depressione (non sarà più come prima), accettazione (mettiamoci l'animo in pace).
I modelli derivati generalizzano e trasportano queste fasi reattive in ambiti diversi da quello in cui il modello è nato (applicandolo per esempio all'ambito lavorativo) evidenziando una forte analogia con i vari contesti nei quali l'individuo si trova di fronte a cambiamenti che non comprende ritrovandosi ad essere soggetto passivo.

### Modello di Covey
Ne I sette pilastri del successo troviamo esposta la teoria sul change management di Stephen Covey il cui campo di applicazione è incentrato sulla persona, ma può essere applicato ad altri settori come la famiglia e le organizzazioni. Il modello poggia su 7 pilastri identificabili con 7 abitudini che permettono di interiorizzare i principi su cui si basano la felicità e il successo duraturi.
1. Sii proattivo: sviluppare la capacità di sentirsi responsabili della nostra vita, senza incolpare fattori esterni come circostanze o situazioni che condizionano i nostri comportamenti.
2. Comincia pensando alla fine: l’autore propone di pensare al proprio funerale e a ciò che vorremmo venisse detto su di noi, perché concentrarsi sui valori per noi importanti, prima di agire, ci permette di individuare la direzione giusta che vogliamo dare ai nostri progetti.
3. Dai precedenza alle priorità: individuare le reali priorità ci permette di fare anche quelle attività che non abbiamo voglia di fare, ma che sono importanti e di accrescere la capacità di dire “no” ad attività che ci danno piacere, ma non sono importanti.
4. Pensa in una logica win/win: essere capaci di individuare quelle soluzioni che permettono a tutte le parti di essere contente e quindi si sentano più impegnate nel piano d’azione.
5. Prima cerca di capire e poi di farti capire: capire il nostro interlocutore e ciò che sta dicendo è molto più importante che esporre la propria posizione, perché evidenzia alla controparte il nostro reale interesse rendendoci più credibili.
6. Trova l’essenza della sinergia: significa apprezzare le differenze e rispettarle, così da costruire relazioni complementari che permettano di individuare quali sono le zone di forza e compensare le debolezze.
7. Affila la sega: manutenere e rinnovare i propri strumenti permette di accrescere il proprio potenziale e rende possibile attuare le altre sei abitudini. Le dimensioni di rinnovamento sono interconnesse tra loro e sono: dimensione fisica, emozionale, mentale e spirituale.[3]

## Il change management dal punto di vista delle organizzazioni
Dalla prospettiva delle organizzazioni (non necessariamente aziendali), il  change management include i processi e gli strumenti per gestire l'impatto umano di una transizione. Questi strumenti comprendono un approccio strutturato che può essere efficacemente utilizzato per realizzare, accompagnare e supportare la transizione, aiutando così l'organizzazione a realizzare e governare la propria trasformazione.

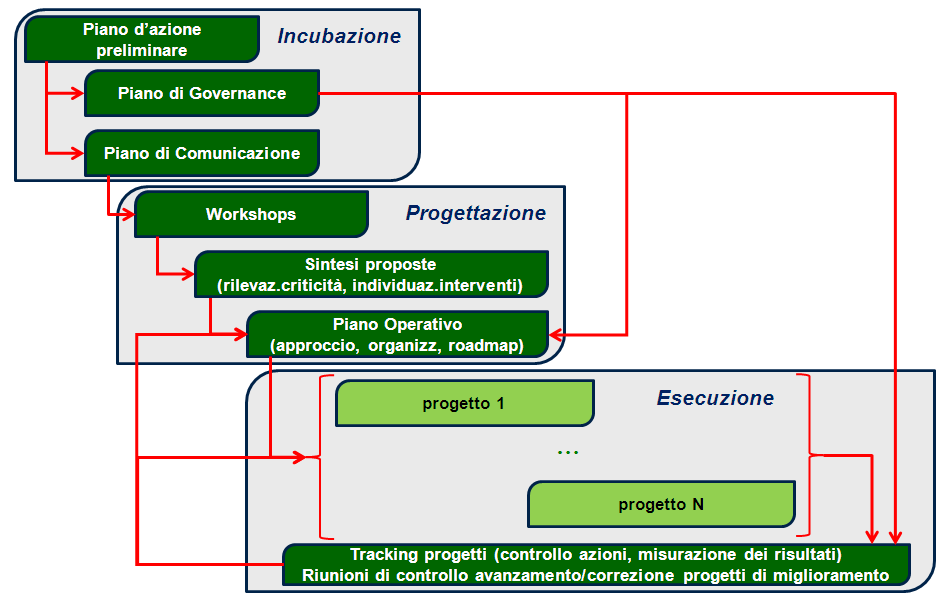
percorso tipico di un intervento di change management

Una comprensione più concreta di questa prospettiva risulta più facile dall'osservazione dello schema riportato a fianco, che contiene un esempio dei processi e delle fasi utilizzate per realizzare un tipico intervento di change management all'interno di una organizzazione; nell'esempio riportato:
- la fase di incubazione/preparazione dell'intervento comprende una bozza del piano d'azione (che stabilisce gli obiettivi, l'approccio e il perimetro dell'intervento), del piano di governance (che stabilisce i meccanismi di partecipazione e di controllo dell'intervento) e del piano di comunicazione (che ne stabilisce il calendario delle iniziative, incluse quelle informative e di sostegno);
- la fase di progettazione comprende alcuni seminari (che hanno l'obiettivo di coinvolgere il personale, individuare le criticità/opportunità e dare forma e contenuto alle azioni e ai progetti che dovranno costituire il programma in cui si articola l'intervento) e le sintesi che ne scaturiscono successivamente convogliate in un piano Operativo (che servirà a delineare e dettagliare azioni e progetti e guidare l'attuazione del programma);
- la fase di esecuzione comprende il lancio e la realizzazione dei singoli progetti, il loro controllo, la misurazione dei risultati e la messa a punto delle azioni correttive per assicurare il raggiungimento degli obiettivi.

Per consentire di raggiungere in profondità gli effetti desiderati questi strumenti necessitano di essere integrati con una sufficiente comprensione del contesto dal punto di vista del change management individuale.

### Conservatorismo dinamico delle organizzazioni
Questo modello proposto da Schön esplora la natura tendenzialmente conservativa delle organizzazioni (in analogia al principio di conservazione di una specie) che le induce ad auto proteggersi dai cambiamenti non originati dalla propria volontà.  Schön riconosce la crescente necessità delle organizzazioni a divenire più flessibili per far fronte alla crescente velocità dei cambiamenti che le investono in misura sempre maggiore, arrivando a dotarsi di un processo di 'apprendimento' continuo. Molto precocemente Schön riconobbe l'efficacia e la necessità di adeguarsi al concetto attualmente indicato nel campo commerciale come learning organization (traducibile all'incirca come 'organizzazione che impara'). Queste idee vennero ulteriormente sviluppate nel suo modello di prassi riflessiva, che disegna un processo per far fronte a questi costanti cambiamenti.

### La resistenza al cambiamento
Qualche secolo dopo Machiavelli (rif. Incipit di questa pagina), Richard Beckhard e David Gleicher riuscirono a sviluppare una formula per il cambiamento (meglio conosciuta come formula di Gleicher):
D x V x F > R
- D = Dissatisfaction – esprime la insoddisfazione per la situazione attuale
- V = Vision – indica la progettualità, la capacità di definire la situazione futura
- F = First steps – quantifica i primi passi concreti fatti verso la direzione che è stata definita e annunciata
- R = Resistance – misura la resistenza incontrata dal cambiamento

La formula  e David Gleicher, esprime il concetto fondamentale che il cambiamento è realizzabile soltanto se il prodotto delle forze che producono il cambiamento è superiore alla resistenza che vi si oppone.
Da un altro punto di vista riesce a cambiare soltanto chi è sufficientemente consapevole delle energie necessarie a farlo ed è disposto a sostenere il proprio cambiamento con una forte volontà (o un forte mandato), piuttosto chi è costretto a farlo travolto dalle proprie difficoltà.

### La costruzione del cambiamento
Uno dei modelli più noti per la messa a punto di un programma di change management è rappresentato dal modello ADKAR  che è stato sviluppato da Prosci in seguito alla collaborazione di più di 1000 aziende di 59 paesi diversi.
Il modello individua i cinque mattoni fondamentali da utilizzare per la costruzione di un programma di change management:
- Awareness [consapevolezza] – spiegare perché è necessario cambiare
- Desire [desiderio/determinazione] – attivare l'adesione proattiva delle persone coinvolte
- Knowledge [conoscenza (pratica)]– come attuare il cambiamento
- Ability [attitudine] – costruire i nuovi profili e i nuovi comportamenti
- Reinforcement [sostegno] – sostenere/consolidare il cambiamento

Si tratta in pratica di un utile strumento per verificare la copertura da parte della iniziativa di change management  di tutti i mattoni fondamentali del programma.

### Il modello leadership-based
John Paul Kotter, professore emerito presso Harvard, ha proposto nel 1996 un modello di gestione del cambiamento organizzativo basato sul concetto di leadership.
Questo modello, in particolare, è stato sviluppato a partire da quelli che secondo il suo autore sono gli otto errori più gravi e più comunemente commessi dalle imprese durante l'implementazione di un cambiamento organizzativo. Nella sua opera "Leading Change", definita dal Time Magazine uno dei venticinque più influenti libri di economia aziendale di sempre, Kotter propose quindi un processo a otto fasi per evitare di commettere questi errori e incrementare sensibilmente le probabilità di successo dei progetti di trasformazione aziendale.
Le fasi identificate da Kotter sono le seguenti:
- Sviluppo di un senso di urgenza e della necessità di cambiare
- Creazione di una coalizione responsabile di guidare e supportare il cambiamento
- Sviluppo da parte della leadership di una vision dell'azienda futura attraverso cui allineare le azioni dei manager e del personale
- Comunicazione e supporto da parte della leadership e della coalizione del cambiamento della nuova vision
- Empowerment del personale e rimozione delle barriere derivanti dalla struttura organizzativa
- Generazione di "vittorie" da raggiungere nel breve periodo per ridurre le resistenze e mantenere alto il senso di urgenza
- Consolidamento dei cambiamenti raggiunti e produzione di ulteriore cambiamento
- Ancoraggio dei nuovi approcci alla cultura organizzativa

### Il cambiamento ed il ruolo del management nelle organizzazioni

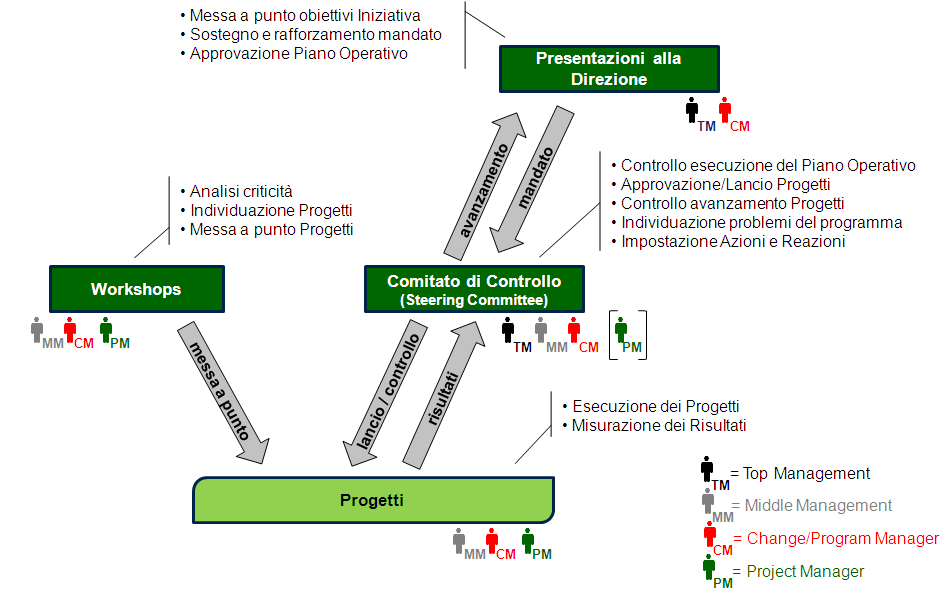
tipico schema di governo di un programma

Una delle maggiori responsabilità del management è quella di identificare precocemente i cambiamenti rilevanti (le mutazioni) che si manifestano nell'ambiente interno ed esterno, ed avviare per tempo i programmi necessari ad accompagnarle o a contrastarle. È molto importante valutare anche l'impatto che le trasformazioni potranno determinare sul piano umano e sociale, su quello dei processi e quello delle tecnologie.
Il management in particolare ha la responsabilità di prevedere le reazioni che si manifesteranno in conseguenza a queste trasformazioni e varare perciò azioni/progetti adeguati ad accompagnare/realizzare la transizione e preparare il personale della propria organizzazione al nuovo assetto e favorire la loro accettazione del cambiamento.
Pertanto i programmi avviati dovranno pervadere in profondità l'organizzazione e dovranno essere monitorati nella loro efficacia e, se necessario, aggiustati.
A fianco viene riportato un tipo esempio di governance di un programma, con l'evidenza delle interrelazioni che il management ha con gli altri ruoli dell'organizzazione; un efficace controllo presuppone un sistema di relazioni chiaro, ruoli e responsabilità ben definite.
La partecipazione all'interno di una organizzazione non può essere intesa soltanto come un esercizio di disciplina (anche se a volte è necessario che lo sia), ma anche come condivisione, ossia la proposizione di una visione e di una strategia che vengono costruite, spiegate e accettate come le migliori possibili per quella organizzazione in quella situazione e in quel momento.
Una ricerca del 2015 svolta da McKinsey ed effettuata su un ampio numero di dirigenti suggerisce che le aziende sono in uno stato permanente di cambiamento, con il 60% che ha testimoniato di un ridisegno organizzativo negli ultimi due anni e un altro 25% nei tre anni precedenti.
In Italia nel 2014 è emerso dal Primo Osservatorio sul Change Management promosso da Assochange (che ha visto la partecipazione di 100 aziende di cui due terzi a livello multinazionale o globale) che nei precedenti cinque anni le imprese hanno dovuto affrontare molteplici sfide, che nell’86% dei casi hanno implicato un cambiamento nella struttura organizzativa. Nella survey del 2017 (sempre condotta da Assochange su 125 aziende) emerge che, accanto ai cambiamenti avvenuti nella struttura organizzativa testimoniati dal 75% del campione, cominciamo ad emergere interventi inerenti a tecnologia e digitalizzazione. Tra le ragioni del cambiamento si rileva al primo posto la necessità di ridurre i costi e migliorare l’efficienza, come dichiarato dal 67% degli intervistati, seguito dal 47% che lo fa derivare da ragioni connesse alla trasformazione digitale e all’innovazione tecnologica.

### Continuous Change
Il continuous change (cambiamento continuo) è una strategia gestionale che integra il cambiamento come parte essenziale della cultura aziendale e delle operazioni quotidiane. A differenza del cambiamento episodico o reattivo, un approccio di continuous change si fonda su un'evoluzione costante, attraverso piccoli miglioramenti incrementali. Questa filosofia promuove flessibilità, innovazione e reattività alle condizioni di mercato, consentendo alle aziende di adattarsi più rapidamente alle sfide competitive. Per implementarlo con successo, un'azienda deve adottare metodologie agili, promuovere una cultura del cambiamento, sostenere una leadership proattiva e raccogliere dati e feedback continui sia dai dipendenti che dai clienti.

### Il cambiamento in rapporto alla pianificazione strategica
Tra i modelli utilizzati in contesti di radicali cambiamenti in ambito aziendale è da considerare quello proposto da Gabrielle O'Donovan, che ha messo a punto una metodologia per la pianificazione strategica al servizio dei programmi di trasformazione che presuppongono rilevanti cambiamenti culturali. A grandi linee questa metodologia si basa su queste fasi:
- la prima fase pianificazione strategica e progettazione include una serie di passi: la revisione da parte della direzione aziendale degli obiettivi strategici dell'azienda (la missione), la formazione di un team aziendale di Manager per supervisionarne la realizzazione, la creazione di una visione del programma, la definizione della sua strategia di implementazione, la riorganizzazione del personale in funzione degli obiettivi, la messa a punto del nocciolo duro del programma e dei meccanismi culturali che dovranno supportarne la sua realizzazione;
- la seconda fase implementazione strategica include questi passi: comunicazione della nuova visione strategica, applicazione del programma, gestione degli impatti umani conseguenti alla sua applicazione compatibilmente al mantenimento di un buon livello di operatività dell'azienda, consolidamento del nuovo assetto raggiunto;
- la terza fase valutazione e aggiustamento si focalizza sulla misurazione dei risultati ottenuti e sulla pianificazione per le future evoluzioni.

In queste fasi strumenti per la collaborazione di gruppo quali le mappe mentali e le mappe concettuali possono essere di grande aiuto nel fornire una complessiva impostazione sistemica.

### I laboratori del cambiamento: tecniche di analisi per la ricerca di proposte e soluzioni
A prescindere dai modelli utilizzati per costruire percorsi di trasformazione, esistono diverse tecniche di analisi utilizzate per la ricerca di proposte e soluzioni a fronte di criticità e/o opportunità presenti in un determinato contesto. Tra queste si possono citare:
- il brainstorming tecnica introdotta negli anni trenta da Alex Faickney Osborn[15], concepita per facilitare l'individuazione di risposte efficaci ai problemi posti all'attenzione di un gruppo di persone selezionate e guidate all'interno di una sessione di lavoro strutturata;
- il dialogo di Bohm[16], (On Dialogue) introdotto negli anni ottanta dal fisico David Bohm, che ha proposto una forma alternativa di brainstorming aperta e non strutturata, diretta a sollecitare risposte non convenzionali ai problemi affrontati; la tecnica suggerisce la sospensione di giudizio a fronte della affermazioni non condivise fatte dagli altri partecipanti, incentivando lo sviluppo (senza alcun obiettivo predeterminato) delle idee innovative che rivelano una maggiore fertilità;
- l'approccio della Learning Organization messo a punto negli anni novanta da Peter Senge[17] che ha ricollocato le idee di Bohm all'interno di un concetto più vasto basato sull'idea di un'organizzazione flessibile in grado di recepire i segnali provenienti dall'ambiente circostante e adattarsi di conseguenza;
- l'indagine apprezzativa (Appreciative Inquiry)[18] un metodo messo a punto da David Cooperrider che si basa sul presupposto che convenga costruire una organizzazione più intorno a ciò che funziona piuttosto che tentare di aggiustare ciò che non funziona; l'approccio riconosce il contributo degli individui con l'obiettivo di accrescere la fiducia reciproca e fare squadra;
- la Teoria U[19] di Otto Scharmer che descrive un processo in cui le strategie di cambiamento sono basate più su ciò che emerge dal futuro piuttosto che sulle lezioni del passato, partendo da ascolto e dialogo generativo e mente, cuore e volontà aperti[20].

Un tratto comune ad alcuni di questi approcci asserisce che una formulazione chiusa di un problema spesso inibisce le soluzioni innovative mentre se si trasforma l'enunciazione chiusa in una domanda aperta, il procedimento favorisce la collaborazione delle persone coinvolte ed arricchisce la gamma delle risposte possibili evitando che il problema venga trasformato in un atto d'accusa che ostacola la ricerca della soluzione migliore.
(Albert Einstein)

## Punto di vista sociale
Il change management può prestarsi a diversi livelli di lettura anche in una dimensione sociale: dal lato dell'individuo può essere visto come una bussola per orientarsi in un contesto di rilevanti cambiamenti:
- tecnologici (es: l'avvento di Internet o, ancora più recentemente, del Web 2.0);
- politici (es: il passaggio dell'amministrazione catastale ai comuni);
- sociali (es: la scomparsa dei negozi nelle periferie e la proliferazione dei centri commerciali), ecc.

Dal lato del sistema sociale/politico/religioso/culturale/ecc. invece il change management può essere visto come un insieme di strumenti e processi utile ad ottenere il consenso (materia trattata approfonditamente, specialmente nei suoi aspetti manipolatori, da Edward Bernays da molti considerato il padre fondatore delle pubbliche relazioni moderne) e/o la partecipazione attiva della massa (o del proprio target) per il raggiungimento dei propri obiettivi di trasformazione o in generale per la realizzazione della propria missione. Esempi di questo secondo lato potrebbero essere:
- la transizione innescata da una riforma legislativa (che comporterebbe una campagna pubblicitaria di informazione per avvisare/educare i cittadini riguardo ai nuovi procedimenti amministrativi legiferati, un piano operativo per predisporre i nuovi servizi necessari, ecc., vedere anche Comunicazione istituzionale);
- la scissione o la fusione di movimenti politici (che comporterebbe un piano per la riorganizzazione delle strutture, una campagna per la nuova gestione dei tesseramenti, un piano di comunicazione per informare l'opinione pubblica, ecc.);
- l'orientamento di un target di consumatori verso un diverso modello di consumo da parte di una associazione di produttori (che comporterebbe la commissione di studi di mercato, la definizione di standard comuni tra i produttori, campagne di comunicazione, ecc.).

In questo ambito il lato dell'individuo è quello che viene osservato attraverso le lenti dell'antropologia culturale, mentre il lato del sistema è quello che viene osservato dalle lenti della politica, dell'associazionismo culturale, delle parti sociali (associazioni di imprese o sindacati), del mondo delle associazioni religiose, ecc.
Il change management in ambito sociale agisce su scala diversa rispetto all'ambito delle organizzazioni: gli individui hanno un livello di protagonismo e/o antagonismo più elevato e sono meno soggetti ai controlli (che dentro un'organizzazione possono essere esercitati in modo più forte), a meno che ovviamente non si prendano in considerazione regimi coercitivi. Questi aspetti fanno sì che tra gli strumenti ed i processi forniti dal Change Management acquistino maggiore importanza i piani di comunicazione, la Comunicazione integrata e in generale le iniziative che sollecitino il ruolo e gli apporti (pro) attivi degli individui e/o delle masse interessate alla transizione in questione e di contro ne attenuino le probabili/inevitabili resistenze. Il tema è senz'altro riconducibile allo stesso affrontato da Machiavelli nel suo trattato di dottrina politica Il Principe (in particolare nel capitolo VI) da cui, non a caso è stato tratto l'incipit di questa voce, e che potrebbe essere considerato a buona ragione uno dei più noti antesignani del Change Management.
Oltre al ruolo della comunicazione sono importanti la comprensione delle dinamiche di interazione delle masse (tema ampiamente trattato negli anni sessanta da Elias Canetti), quello del ruolo dei mezzi di comunicazione nella società odierna (approfondito da Marshall McLuhan negli anni sessanta e trattato in modo interessante da Claudio Fracassi negli anni novanta) e quello dei meccanismi di comprensione della comunicazione da parte degli individui.

### L'approccio costruttivista
Il concetto che la mappa non è il territorio (Map-Territory relation) è utilizzato dalle neuroscienze per spiegare che l'individuo non ha accesso diretto alla struttura della realtà, ma ha soltanto accesso a un insieme di costrutti (stratificatisi nel tempo) che la rappresentano. Esso è stato formalizzato in un modello conosciuto come Scala di Inferenza (Ladder of Inference) da Chris Argyris.
Ragion per cui nel Change Management i processi di comunicazione si devono assicurare che le informazioni riguardanti il cambiamento e le sue conseguenze vengano presentate in modo tale che persone con mentalità e orientamenti diversi possano effettivamente comprenderle. I metodi basati sulla relazione mappa/territorio aiutano le persone a:
- diventare più consapevoli dei propri pensieri e ragionamenti (riflessione);
- consentire che i propri pensieri e ragionamenti divengano visibili agli altri (sostenibilità);
- esplorare meglio i pensieri e ragionamenti altrui (esplorazione).

Alcune metodologie basate su questo principio sono:
- la programmazione neurolinguistica[29] (PNL), una scuola eclettica di psicoterapia sviluppata da Richard Bandler, John Grinder, Robert Dilts, e altri;
- l'approccio della indagine circolare e le altre tecniche derivate dal modello sistemico di terapia familiare sviluppato a Milano dall'inizio degli anni settanta (Milan Approach[30]);
- la psicologia della Gestalt (per approfondimenti vedere Associazione della Teoria della Gestalt), una teoria psicologica che asserisce l'organizzazione olistica dei meccanismi percettivi ("L'insieme è più grande della somma delle sue parti");
- l'approccio della Quinta Disciplina (the Fifth Discipline) proposto da Peter Senge e altri (vedi i rif. nella sezione precedente  Laboratori del Cambiamento).